# Dante Amaral
Dante Guimarães Santos do Amaral, född 30 september 1980 i Itumbiara, är en brasiliansk volleybollspelare. Amaral blev olympisk guldmedaljör i volleyboll vid sommarspelen 2004 i Aten. Han avslutade sin karriär 2018 efter att hans lag åkt ur brasilianska mästerskapet.